# Brokopondo (okrug)
 Brokopondo je jedan od deset okruga u Surinamu. 

## Zemljopis
Okrug se nalazi u središnjem i istočnom dijelu zemlje, prostire se na 7.364 km2.  Susjedni surinamski okruzi su Para na sjeveru i Sipaliwini na jugu. Najveći grad i središte okruga je Brokopondo, ostali veći gradovi su Brownsweg i Kwakoegron.

## Demografija
Prema podacima iz 2012. godine u okrugu živi 15.909 stanovnika, dok je prosječna gustoća naseljenosti 2,2 stanovnika na km².

## Administrativna podjela
Okrug je podjeljen na šest općina (nizozemski: resort).
| Općina        | Površina km² | Gustoća stan./km² | Stanovništvo (2004.) |
| ------------- | ------------ | ----------------- | -------------------- |
| Kwakoegron    | 1.050        | 0,2               | 259                  |
| Marshallkreek | 354          | 2,8               | 1.001                |
| Klaaskreek    | 349          | 3,8               | 1.317                |
| Središnja     | 314          | 9,1               | 2.854                |
| Brownsweg     | 731          | 5,3               | 3.871                |
| Sarakreek     | 4.566        | 1,1               | 4.913                |

## Vanjske poveznice
- Informacije o distriktu Brokopondo